# Joseph Maria Olbrich
Josef Maria Olbrich (22. prosince 1867 Opava – 8. srpna 1908 Düsseldorf) byl český architekt německé národnosti, designér a malíř, pracoval s kovem, textiliemi a grafikou. Byl důležitou osobností secesního hnutí ve Vídni a v německém Darmstadtu.

## Život
Studoval akademii výtvarných umění ve Vídni. Ačkoli studoval u Carla von Hasenauera (tvůrce vídeňské Ringstrasse), bývá nepřesně označován za žáka Otty Wagnera. Ten si Olbricha vybral až následně do svého ateliéru. V roce 1893 začal pro Otto Wagnera pracovat. Pomáhal mu s návrhy budov pro vídeňské metro. V roce 1897 Olbrich společně s Otto Wagnerem, Gustavem Klimtem, Josefem Hoffmannem a Kolomanem Moserem založil uměleckou skupinu Vídeňská secese a navrhl pro tuto skupinu výstavní pavilon Secession. Olbrich rovněž pracoval ve Wiener Werkstätte, kde navrhoval nábytek, který se vyznačuje čistými liniemi bez dekorací. Šperky – většinou přívěsky a brože, které navrhoval, se vyznačují jednoduchostí a střídmostí.
Na žádost velkovévody Arnošta Ludvíka Hesenského přesídlil Olbrich v roce 1900 do Darmstadtu, kde získal hesenské občanství a profesorský titul. V roce 1903 se oženil ve Wiesbadenu s Claire Morawe, rozvedenou ženou spisovatele Christiana Ferdinanda Morawe. Nejznámějším dílem z tohoto období je Svatební věž na darmstadtské vyvýšenině Mathildenhöhe, kde je po něm také pojmenována jedna z ulic (Olbrichweg).
Krátce po narození dcery Marianny v červenci 1908 Olbrich 8. srpna ve věku 40 let v Düsseldorfu zemřel na leukémii a byl pohřben o 4 dny později na starém hřbitově v Darmstadtu. Jeho jméno nesou i ulice ve Vídni (Obrichgasse), v Düsseldorfu (Josef-Maria-Olbrich-Straße) a v rodné Opavě (Olbrichova).

## Dílo
- Výstavní pavilon Secession, Vídeň (1898)
- Malý Glückertův dům, Darmstadt (1901)
- Olbrichův dům, Darmstadt - Mathildenhöhe (1901)
- Svatební věž a výstavní budova, Darmstadt - Mathildenhöhe (1908)
- některé budovy darmstadtské umělecké kolonie Mathildenhöhe
- Tietzův obchodní dům, Düsseldorf (1907–1908)
- šperky, stříbrné a kovové předměty
- nábytek
- Kostel svatého Antonína Paduánského (Melč, okres Opava)

## Galerie

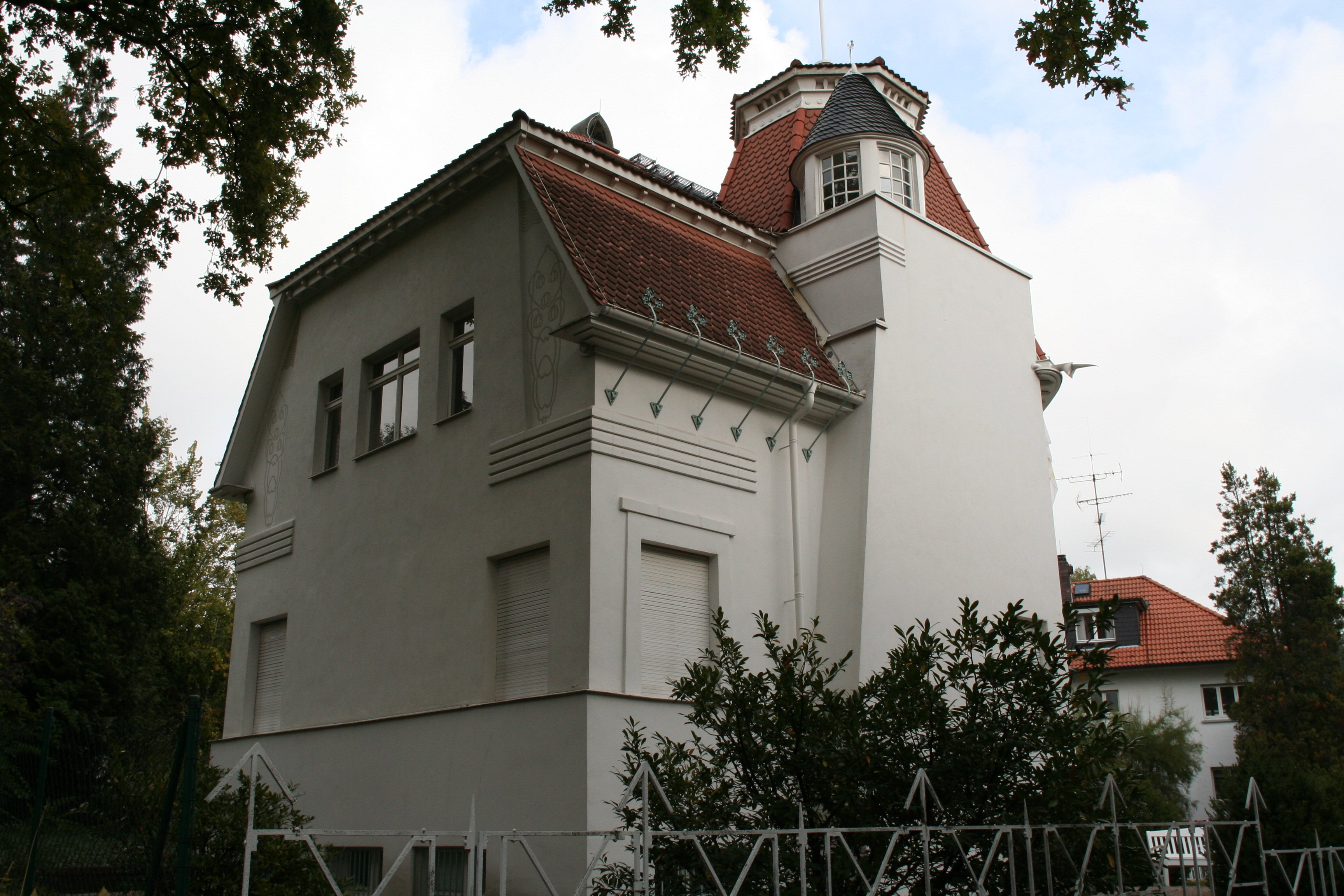
Dům na Mathildenhöhe, Darmstadt
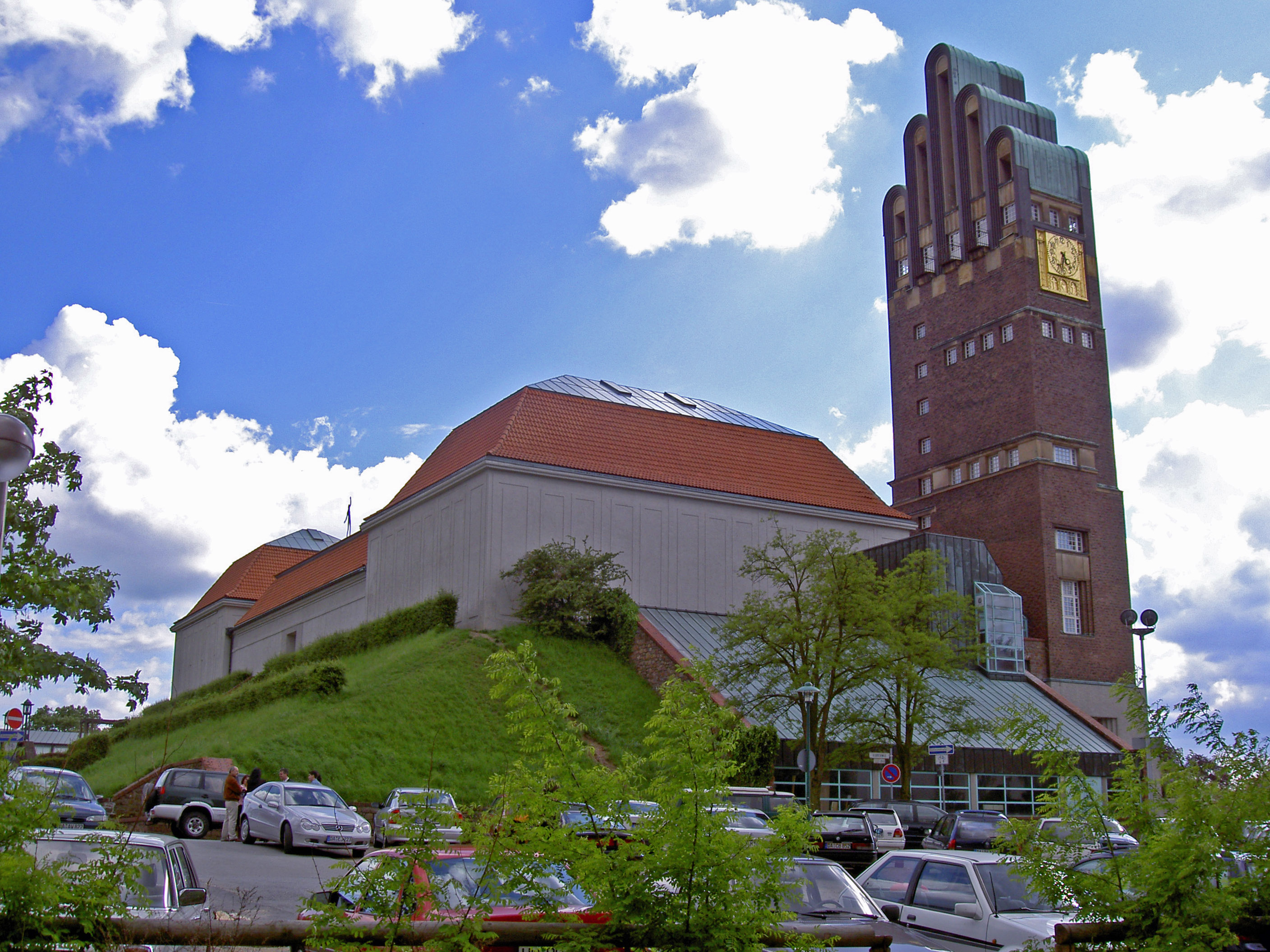
Svatební věž v Darmstadtu
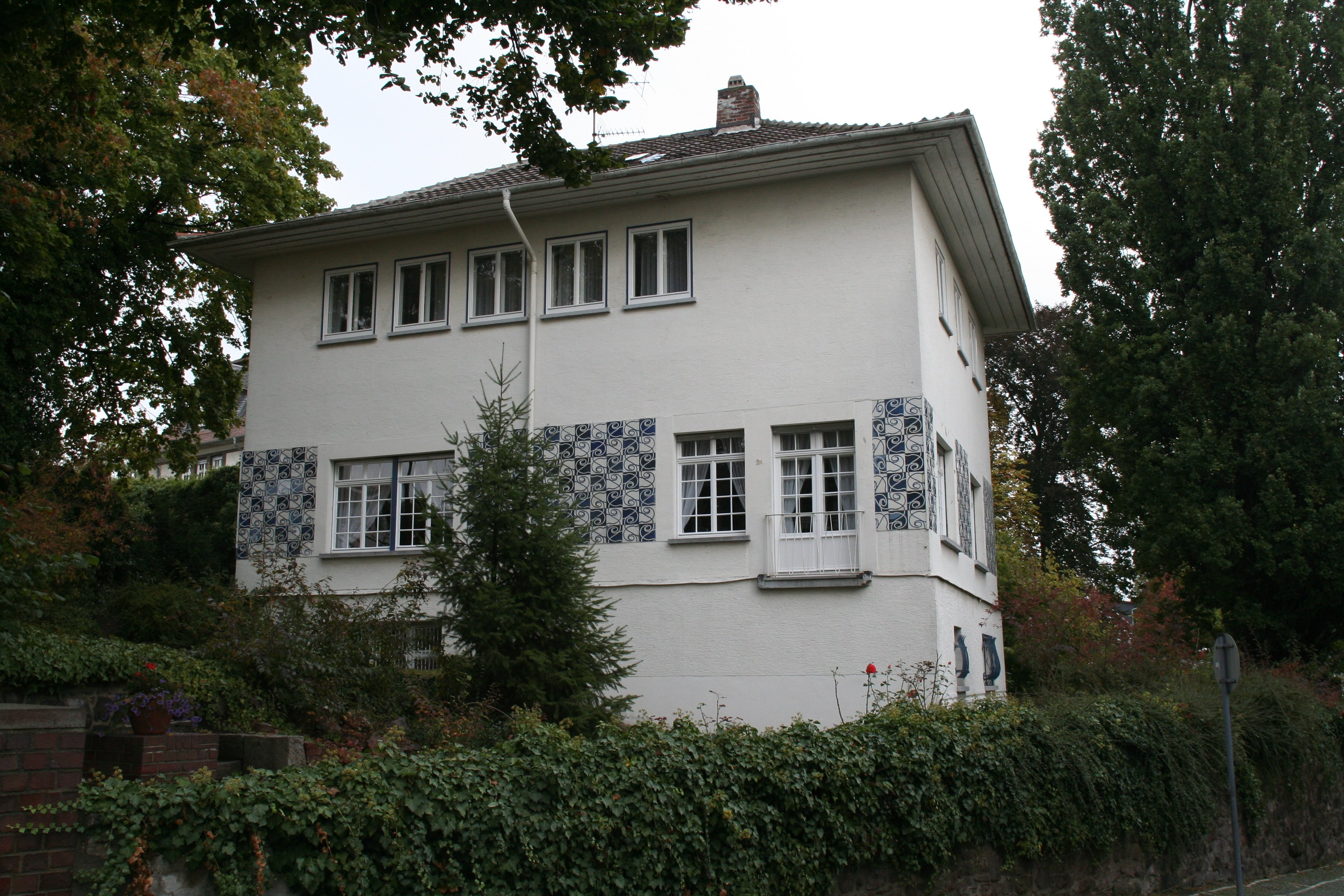
Olbrichův dům na Mathildenhöhe, Darmstadt
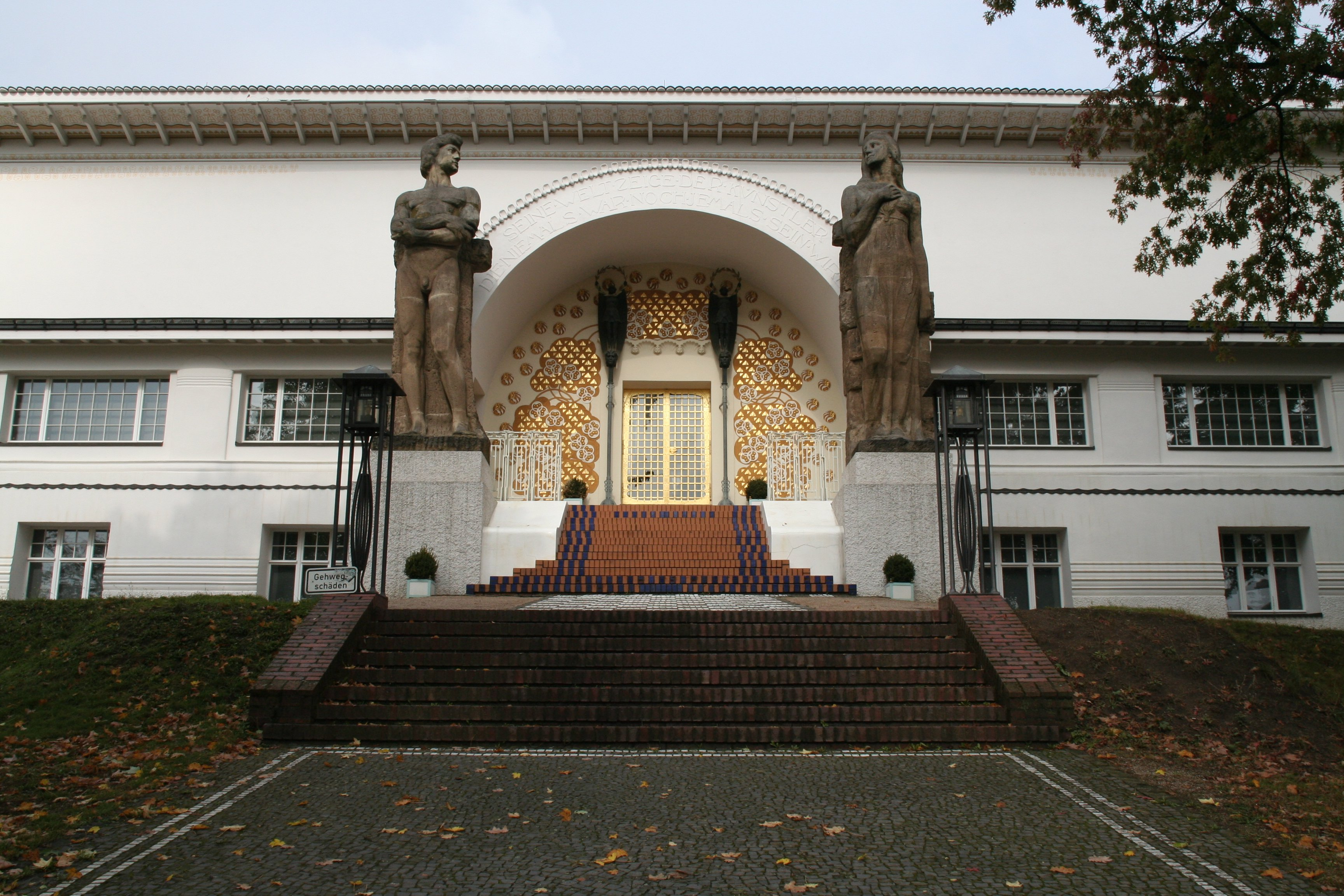
Dům Ernsta Ludwiga na Mathildenhöhe, Darmstadt
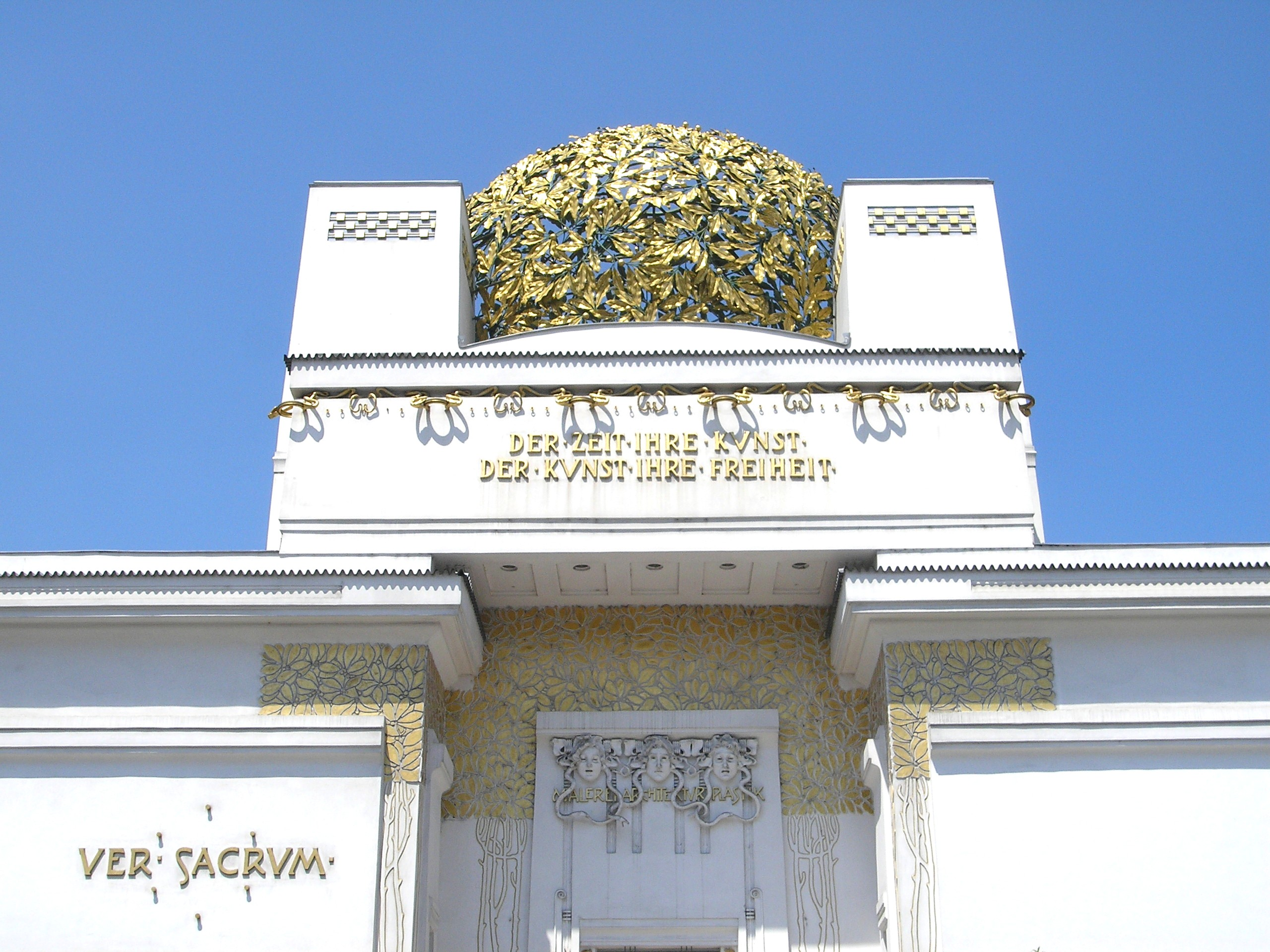
Výstavní pavilon Secession ve Vídni